# Suttungr (satélite)
Suttungr, também conhecido como Saturno XXIII, é um satélite natural de Saturno. Sua descoberta foi anunciada por Brett J. Gladman, et al. em 2000, recebendo a designação provisória S/2000 S 12.
Suttungr tem cerca de 5,6 km de diâmetro, e orbita Saturno a uma distância média de 19 667 000 km em 1029,703 dias, com uma inclinação de 174° com a eclíptica (151° com o equador de Saturno), em uma direção retrógrada com uma excentricidade de 0,131.
Foi nomeado em agosto de 2003 a partir de Suttungr, da mitologia nórdica. Ele originalmente se chamava Suttung, porém mais tarde o nome foi corrigido.